# Pulo Baroh (Delima)
Pulo Baroh is een bestuurslaag in het regentschap Pidie van de provincie Atjeh, Indonesië. Pulo Baroh telt 424 inwoners (volkstelling 2010).